# バルト・ファン・ヒントゥム
バルト・ファン・ヒントゥム（Bart van Hintum、1987年1月16日 - ）は、オランダ・オス出身のサッカー選手。ADOデン・ハーグ所属。ポジションはディフェンダー。

## タイトル
PECズヴォレ
- KNVBカップ : 1回 (2013-2014)
- ヨハン・クライフ・スハール : 1回 (2014)
- エールステ・ディヴィジ : 1回 (2011-12)